# Tour of Fuzhou 2017
Die 6. Tour of Fuzhou 2017 war ein chinesisches Straßenradrennen. Das Etappenrennen fand vom 8. bis zum 12. November 2017 statt. Zudem gehörte das Radrennen zur UCI Asia Tour 2018 und war dort in der Kategorie 2.1 eingestuft. Gesamtsieger wurde der Australier Jai Hindley von Mitchelton-Scott.
Etappe eins ging an den Ukrainer Mychajlo Kononenko (Kolss), der den bergauf führenden Sprint von acht Fahrern gewann. Dadurch übernahm Kononenko die Gesamtführung. Die zweite Etappe gewann im Massensprint der Lette Maris Bogdanovics (Rietumu Banka Riga). Kononenko behielt die Gesamtführung. Auch Etappe drei endete im Massensprint, den der Australier Kayden Groves (St. George Continental) für sich entschied. Wieder verteidigte Kononenko das Gelbe Trikot. 
Etappe vier endete mit einer Bergankunft. Im Zweiersprint gewann der Australier Jai Hindley (Mitchelton-Scott) gegen Ka Hoo Fung (Hongkong). Hindley holte sich die Gesamtführung von Kononenko. Die fünfte und letzte Etappe gewann Maris Bogdanovics im Massensprint. Hindley konnte das Gelbe Trikot verteidigen und gewann die gesamte Rundfahrt.

## Wertungstrikots
| Etappe         | Etappensieger      | Gesamtwertung      | Punktewertung      | Bester Asiate | Bergwertung        |
| -------------- | ------------------ | ------------------ | ------------------ | ------------- | ------------------ |
| 1              | Mychajlo Kononenko | Mychajlo Kononenko | Mychajlo Kononenko | Ka Hoo Fung   | Stanislau Baschkou |
| 2              | Maris Bogdanovics  | Mychajlo Kononenko | Mychajlo Kononenko | Ka Hoo Fung   | Stanislau Baschkou |
| 3              | Kayden Groves      | Mychajlo Kononenko | Mychajlo Kononenko | Ka Hoo Fung   | Stanislau Baschkou |
| 4              | Jai Hindley        | Jai Hindley        | Mychajlo Kononenko | Ka Hoo Fung   | Stanislau Baschkou |
| 5              | Maris Bogdanovics  | Jai Hindley        | Maris Bogdanovics  | Ka Hoo Fung   | Stanislau Baschkou |
| Wertungssieger | Wertungssieger     | Jai Hindley        | Maris Bogdanovics  | Ka Hoo Fung   | Stanislau Baschkou |